# Небель (Німеччина)
Небель (нім. Nebel) — громада в Німеччині, розташована в землі Шлезвіг-Гольштейн. Входить до складу району Північна Фризія. Складова частина об'єднання громад Фер-Амрум. Займає центральну частину острова Амрум.
Площа — 11,96 км2. Населення становить 947 ос. (станом на 31 грудня 2020).

## Галерея

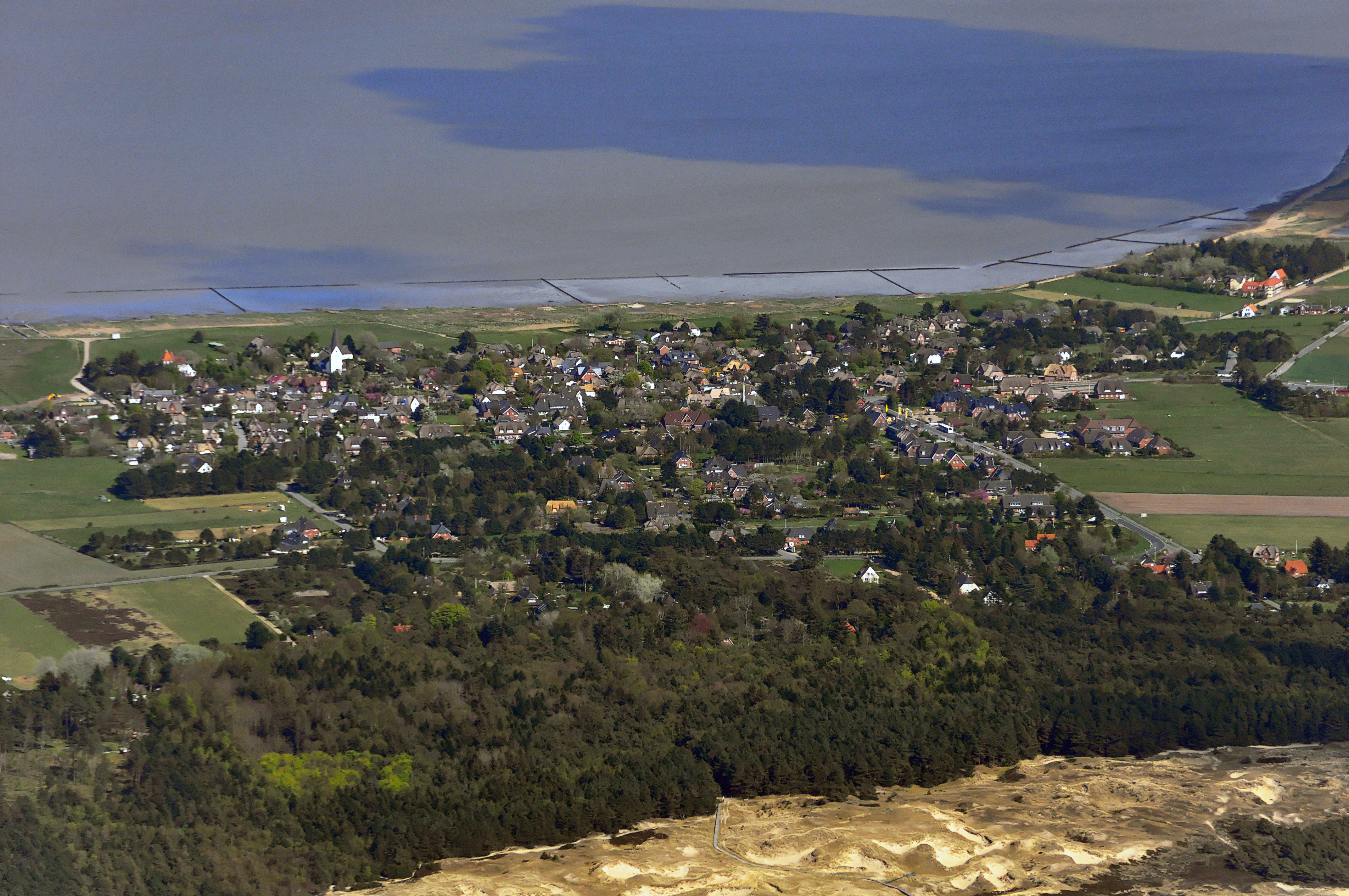
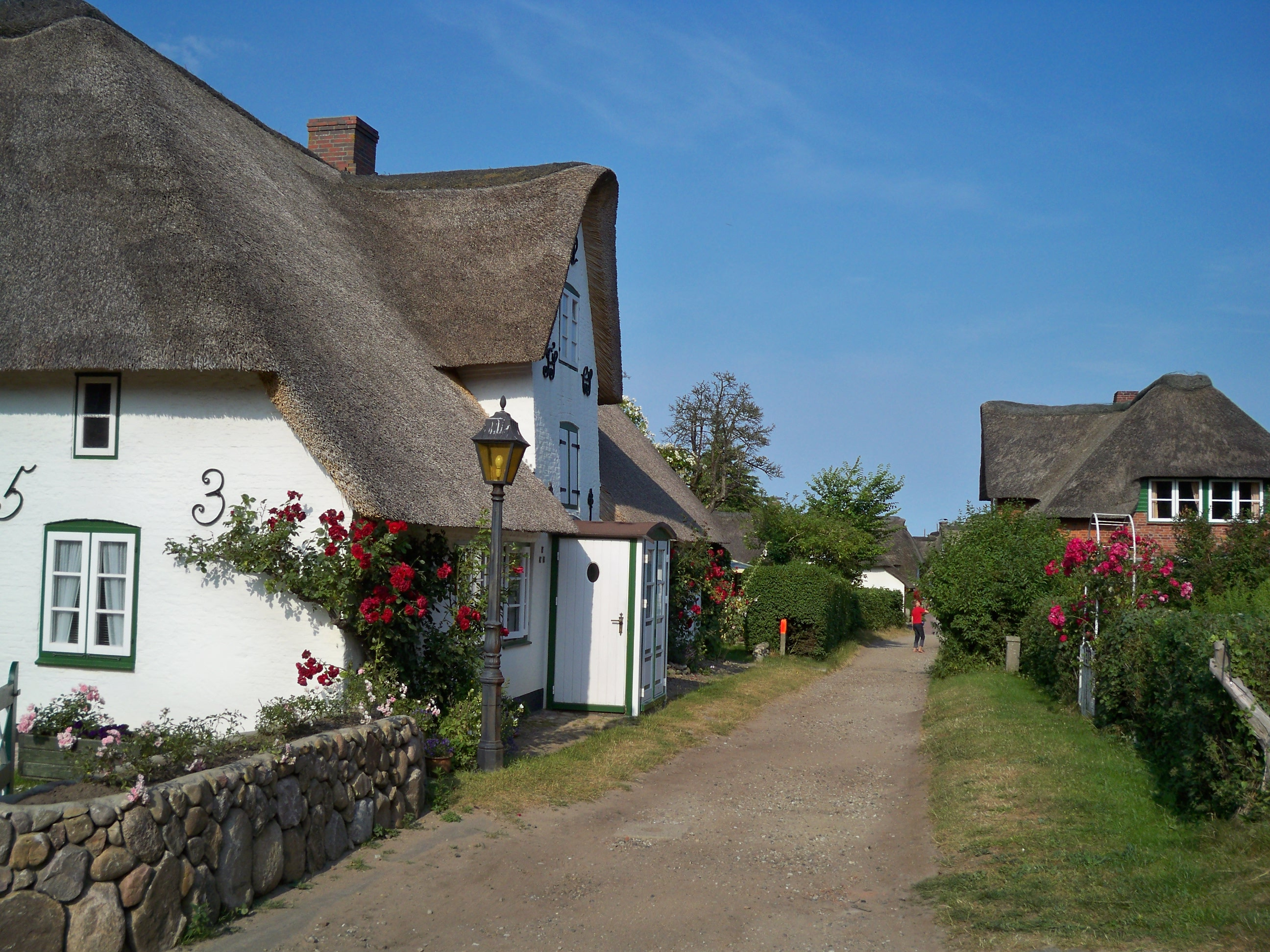
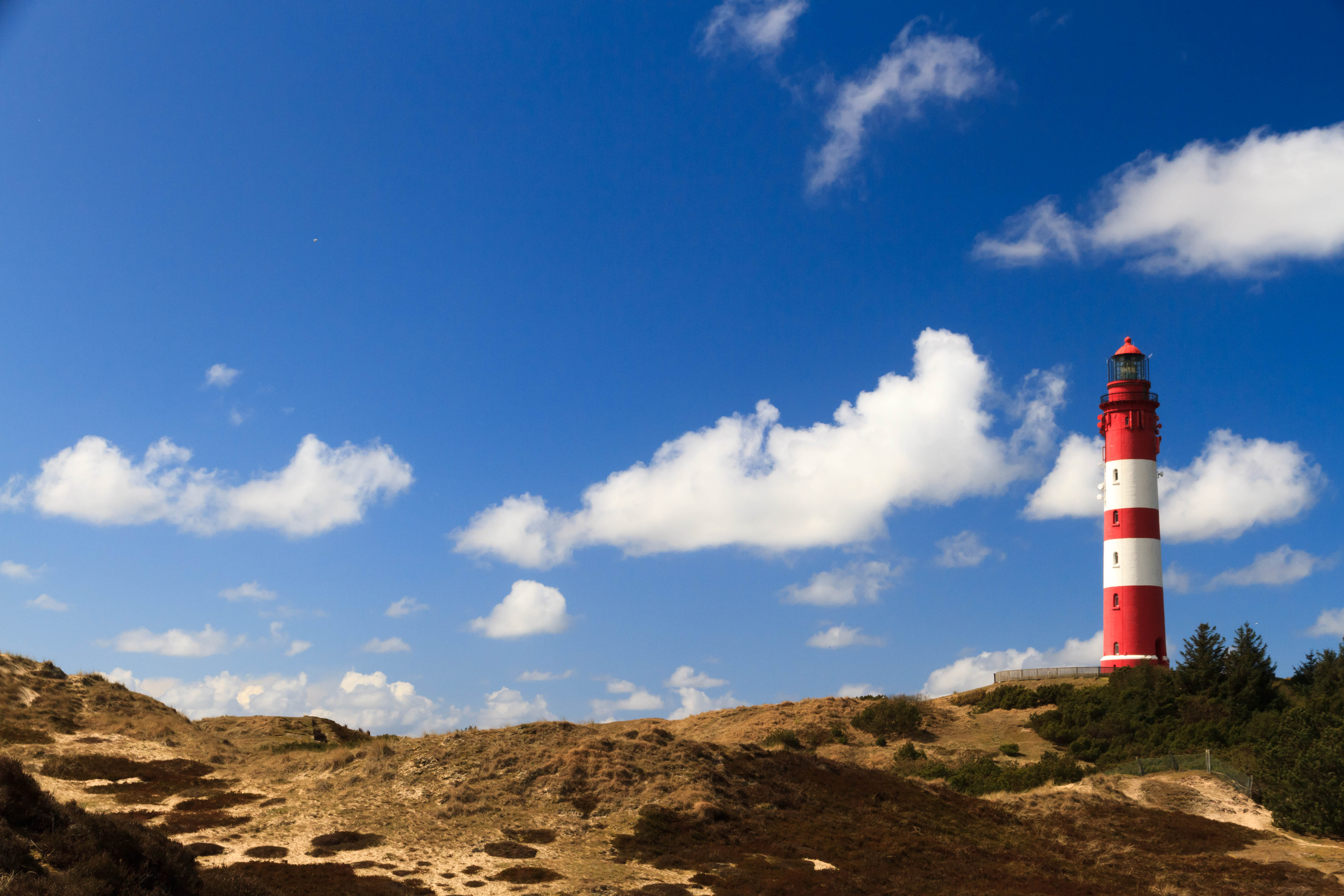
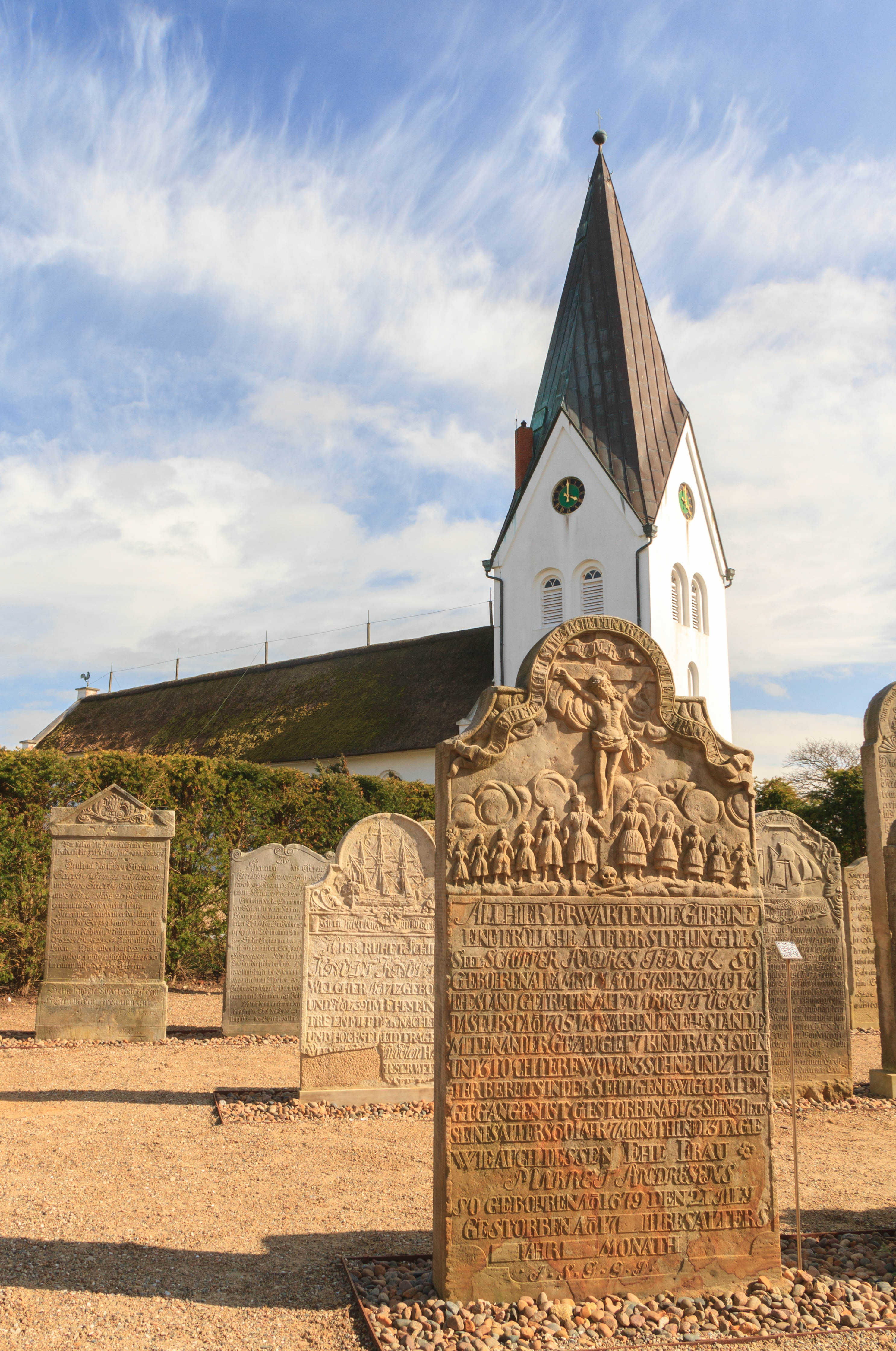
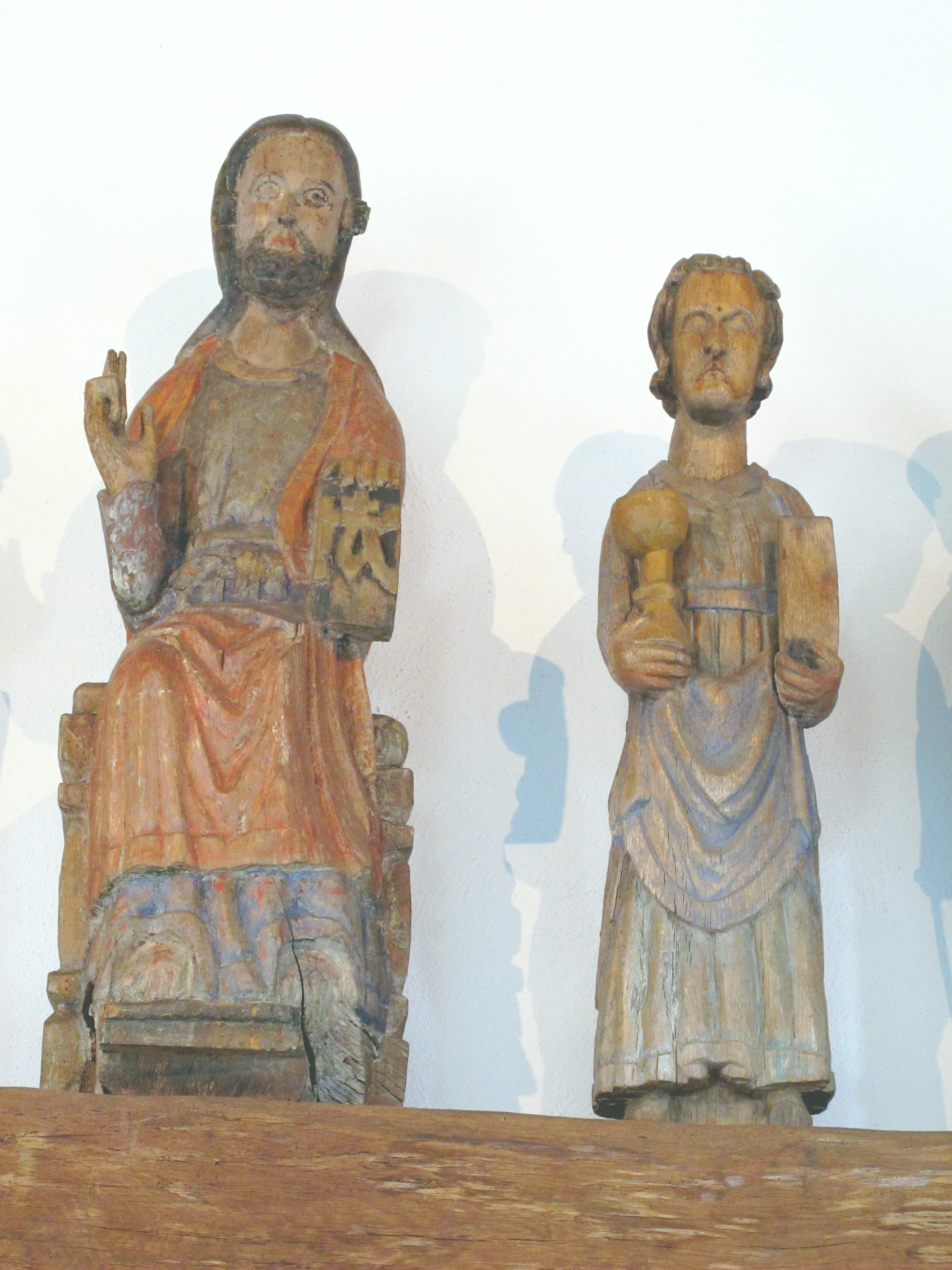
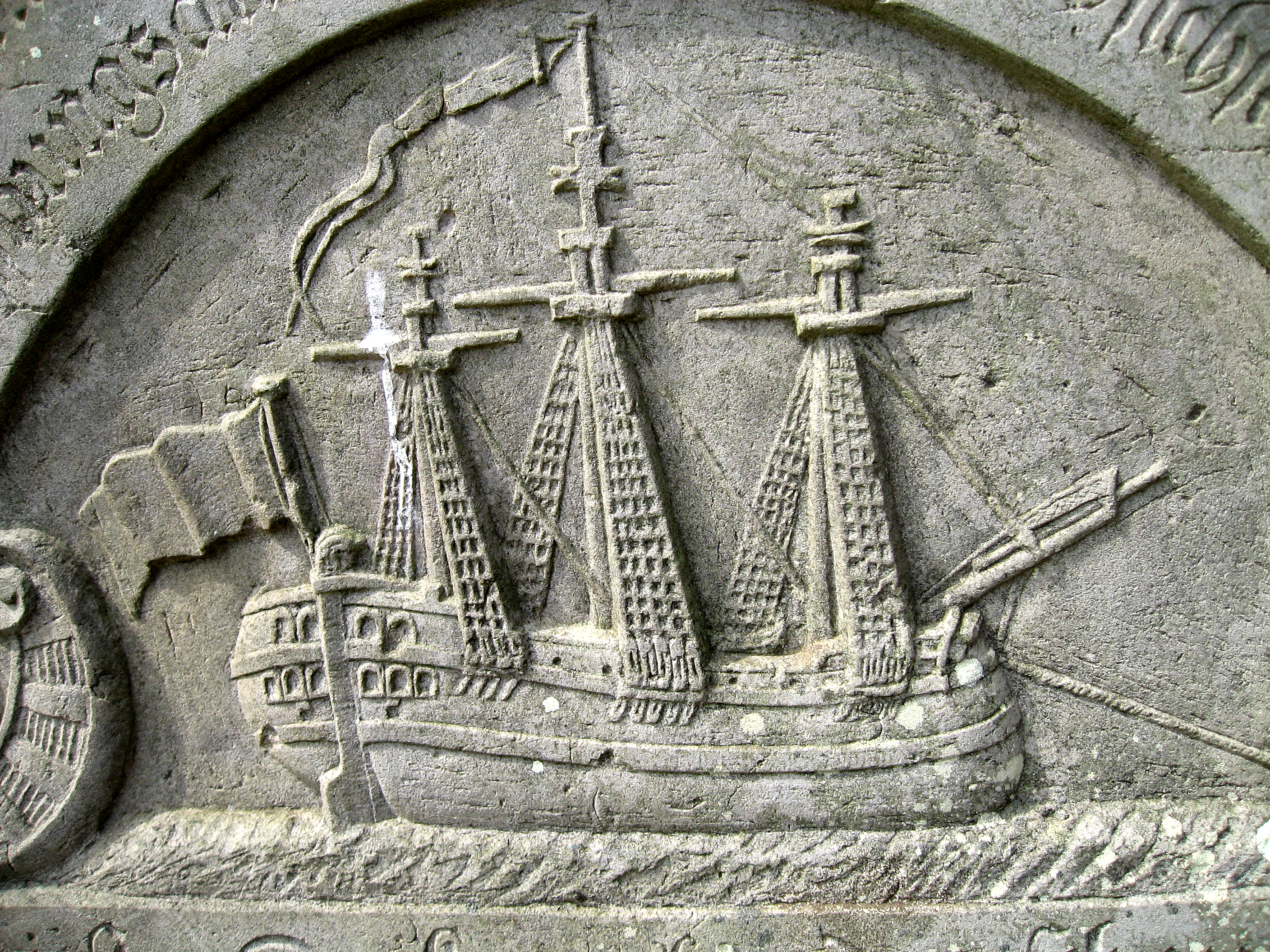